# 滇南玉凤花
滇南玉凤花（学名：Habenaria marginata）为兰科玉凤花属下的一个种。

## 扩展阅读
- 維基物種上的相關：滇南玉凤花